# Султан тепе
Султан тепе или Султантепе (на македонска литературна норма: Царев Врв, тоест Царев връх) е връх в Осоговската планина, Северна Македония. Надморската му височина е 2085,4 m.
На Султан тепе през Междусъюзническата война Македоно-одринското опълчение в състава на 4-та Българска армия води тежко отбранително сражение срещу настъпващите сръбски части. Погребаните български военнослужещи на това място са 428 души.
Името на възвишението се споменава в българската преса от навечерието на Първата световна война, когато сръбски войски усилено укрепват стратегическата височина Султантепе и цялото протежение на сръбско-българската граница.
Името „Султан тепе“ носят улици в София (Карта) и Варна.